# Olsa (equip ciclista)
L'equip Olsa va ser un equip ciclista espanyol que competí només el 1965.

## Principals resultats
- Setmana Catalana: José Luis Talamillo (1965)
- Trofeu Jaumendreu: Gregorio San Miguel (1965)
- Gran Premi de Laudio: Andrés Incera (1965)
- Clàssica d'Ordizia: Roberto Morales (1965)

### A les grans voltes
- Volta a Espanya
  - 1 participacions (1965)
  - 0 victòries d'etapa:

- Tour de França
  - 0 participacions

- Giro d'Itàlia
  - 0 participacions